# Missões diplomáticas de San Marino

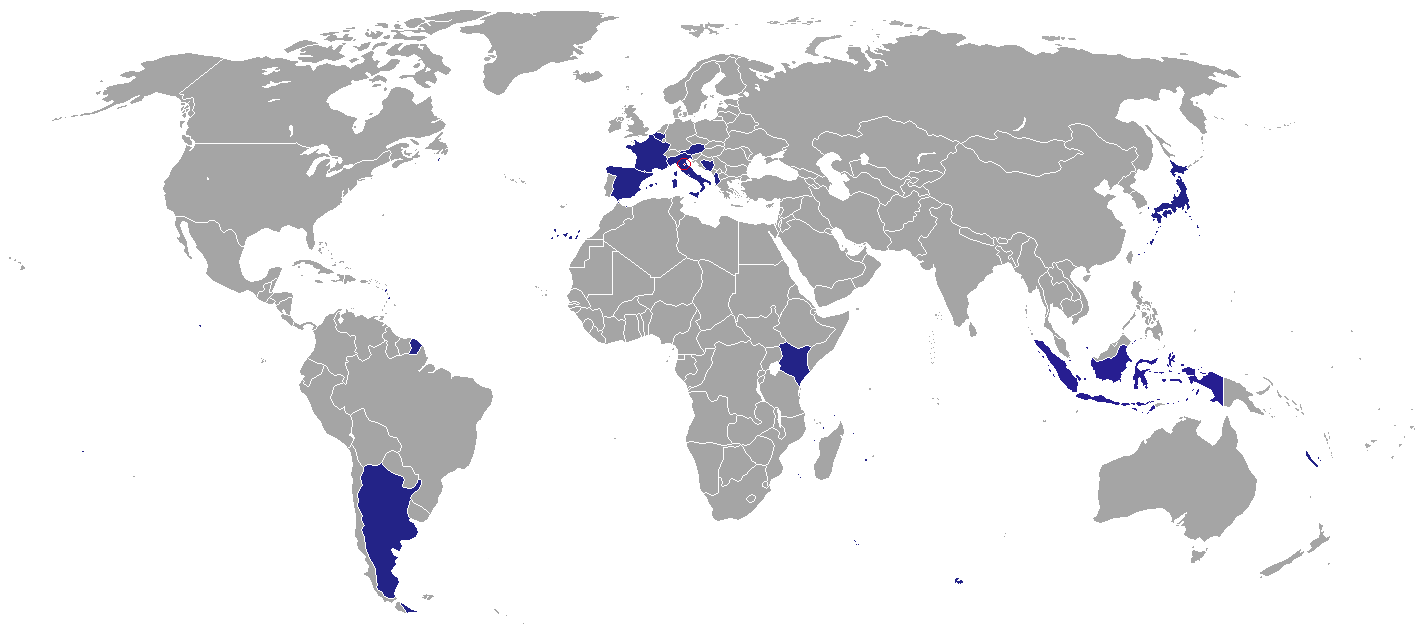
Mapa das missões diplomáticas de San Marino.

Abaixo se encontram as embaixadas e consulados de San Marino:

## Europa
- Bélgica
  - Bruxelas (Embaixada)
- Bósnia e Herzegovina
  - Sarajevo (Embaixada)
- Espanha
  - Madrid (Embaixada)
- França
  - Paris (Embaixada)
- Itália
  - Roma (Embaixada)
- Roménia
  - Bucareste (Embaixada)
- Sérvia
  - Belgrado (Embaixada)
- Santa Sé
  - Vaticano (Embaixada)

## América
- Argentina
  - Buenos Aires (Embaixada)
- Colômbia
  - Bogotá (Embaixada)

## África
- Egito
  - Cairo (Embaixada)

## Ásia
- Japão
  - Tóquio (Embaixada)

## Organizações Multilaterais
- Bruxelas (Missão Permanente do país ante a União Europeia)
- Estrasburgo (Missão Permanente do país ante o Conselho da Europa)
- Genebra (Missão Permanente do país ante as Nações Unidas e outras organizações internacionais)
- Nova Iorque (Missão Permanente do país ante as Nações Unidas)
- Paris (Missão Permanente do país ante a Unesco)
- Roma (Missão Permanente do país ante a Organização das Nações Unidas para Agricultura e Alimentação)
- Viena (Missão Permanente do país ante as Nações Unidas)